# Andrea Stella
Andrea Stella, né le 22 février 1971 à Orvieto en Italie, est un ingénieur italien occupant, depuis 2023, le poste de Team Principal de l'écurie de Formule 1 McLaren Racing. Il a auparavant travaillé pour la Scuderia Ferrari en tant qu'ingénieur de performance puis ingénieur de course.

## Formation
Il est diplômé en génie aérospatial de l'Université de Rome « La Sapienza »,. En 2000, il passe un doctorat en génie mécanique ayant pour sujet la dynamique des fluides des flammes.

## Carrière en Formule 1

### Scuderia Ferrari
Il commence sa carrière chez Ferrari en 2000 en tant qu'ingénieur de performance pour l'équipe d'essais, avant d'occuper le poste d'ingénieur de performance pour Michael Schumacher (2002-2006) puis Kimi Räikkönen (2007-2008).
Il devient ensuite l'ingénieur de course de Räikkönen (2009) puis de Fernando Alonso (2010-2014). En 2006, il travaille également comme ingénieur de piste de Valentino Rossi lorsque le champion de motoGP fait un test avec Ferrari

### McLaren Racing
Il rejoint McLaren en 2015 en tant que responsable des opérations de course, avant de devenir directeur de la performance en 2018 avec Pat Fry puis directeur de la course en 2019. Dans ce dernier rôle, il forme un triumvirat avec James Key en tant que directeur technique et Piers Thynne en tant que directeur de production, le tout sous la direction du directeur d'équipe Andreas Seidl,.
À la suite de la nomination d'Andreas Seidl à la tête de Sauber, Andrea Stella est promu, le 13 décembre 2022, Team Principal de McLaren à partir de la saison 2023,. L'équipe remporte le championnat constructeurs de Formule 1 en 2024.